# Gerhard Engel
Pour les articles homonymes, voir Engel.
Gerhard Michael Engel (13 avril 1906 à Guben - 9 décembre 1976 à Munich) est un Generalleutnant allemand qui a servi au sein de la Heer dans la Wehrmacht pendant la Seconde Guerre mondiale.

## Biographie
Il a été récipiendaire de la croix de chevalier de la croix de fer avec feuilles de chêne. La croix de chevalier de la croix de fer avec son grade supérieur, les feuilles de chêne, sont attribués pour récompenser un acte d'une extrême bravoure sur le champ de bataille ou un commandement militaire avec succès.
Commandant de la division d'infanterie Ulrich von Hutten, Gerhard Engel est capturé par les forces américaines en 1945. Il reste en captivité jusqu'en 1947.

## Décorations
- Médaille de l'Anschluss (21 novembre 1938)
- Croix de fer (1939)
  - 2e classe (26 février 1944)
  - 1re classe (23 mai 1944)
- Insigne des blessés (1939)
  - en Noir
  - en Argent
  - en Or
- Insigne de combat d'infanterie en Argent
- Croix du mérite de guerre avec glaives
  - 2e classe
  - 1re classe
- Ordre royal de Saint-Sava 3e Classe (28 juillet 1939)
- Officier de l'ordre de la Couronne d'Italie (14 juillet 1938)
- Officier de l'ordre des Saints-Maurice-et-Lazare (14 juillet 1938)
- Ordre de la Couronne (Roumanie) (7 juin 1940)
- Ordre de la Croix de la Liberté 2e classe avec glaives
- Croix allemande en Argent (16 octobre 1943)
- Croix de chevalier de la croix de fer avec feuilles de chêne
  - Croix de chevalier le 4 juillet 1944 en tant que Oberstleutnant et commandant du Füsilier-Regiment 27[1]
  - 679e feuilles de chêne le 11 décembre 1944 en tant que Generalmajor et commandant de la 12. Volksgrenadier-Division[2]
- Mentionné dans le bulletin quotidien radiophonique Wehrmachtbericht (26 novembre 1944)